# Salvagnac

Salvagnac este o comună în departamentul Tarn din sudul Franței. În 2009 avea o populație de 1.061 de locuitori.

## Evoluția populației
| An        | 1975 | 1982 | 1990 | 1999 | 2006  | 2009  |
| --------- | ---- | ---- | ---- | ---- | ----- | ----- |
| Populație | 863  | 817  | 826  | 927  | 1.001 | 1.061 |